# Richard Robinson (Philosoph)
Richard Robinson (* 12. April 1902 in Watton, Norfolk, Vereinigtes Königreich; † 6. Mai 1996 in Oxford) war ein englischer Philosoph.
Richard Robinson studierte Philosophie an den Universitäten Oxford und Marburg und lehrte dann zunächst fast 20 Jahre an der Cornell University in Ithaca, New York (USA) und schließlich über 20 Jahre am Oriel College, Oxford. Im Jahr 1933 heiratete er Elizabeth Pestereff.
Forschungsschwerpunkte waren die Logik und die antike griechische Philosophie, insbesondere Platon und Aristoteles. Robinson übersetzte auch Werner Jaegers epochemachendes Aristoteles-Buch. In seiner Schrift An Atheist’s Values zeigt Robinson im Ausgang von einer Liste persönlicher und politischer Güter, dass auch aus atheistischer Perspektive ethische und politische Reflexion begründet betrieben werden kann.

## Schriften (Auswahl)
- The province of logic. An interpretation of certain parts of Cook Wilson's Statement and inference. G. Routledge, London 1931.
- Werner Jaeger: Aristotle. Fundamentals of the history of his development. Transl. by Richard Robinson. The Clarendon Press, Oxford 1934, 2. Aufl. 1948, ND 1962.
- Definition. Oxford UP, Oxford 1950.
- Plato's Earlier Dialectic. The Clarendon Press, Oxford 1962.
- Aristotle, Politics, Book III and IV. Transl. with introduction and comments by Richard Robinson. Oxford UP, Oxford 1962 (Clarendon Aristotle Series), With a Supplementary Essay by David Keyt. Reprinted with new material, 1995, online
- An Atheist's Values. The Clarendon Press, Oxford 1964, weitere Online-Ausgabe
- Essays In Greek Philosophy. The Clarendon Press, Oxford 1969.